# Freie-Partie-Europameisterschaft der Junioren 2000/01

Logo CEB (ausrichtender Verband)

Die Freie-Partie-Europameisterschaft der Junioren 2000 war das 25. Turnier in dieser Disziplin des Karambolagebillards und fand vom 15. bis zum 17. Dezember 2000 in Grubbenvorst statt. Die Meisterschaft zählte zur Saison 2000/01.

## Geschichte
Der Tscheche Vladislav Tauterman gewann gegen die heimstarken Niederländer Dave Krijnen und Sjors van Ginneken den Titel.

## Modus
Gespielt wurde eine Vorrunde im Round-Robin-Modus, danach eine Knock-out-Runde  bis 300 Punkte oder 20 Aufnahmen.
Platzierung in den Tabellen bei Punktgleichheit:
1. MP = Matchpunkte
2. GD = Generaldurchschnitt
3. HS = Höchstserie

## Vorrunde
| Abschlusstabelle Gruppe A | Abschlusstabelle Gruppe A | Abschlusstabelle Gruppe A | Abschlusstabelle Gruppe A | Abschlusstabelle Gruppe A | Abschlusstabelle Gruppe A | Abschlusstabelle Gruppe A | Abschlusstabelle Gruppe A | Abschlusstabelle Gruppe A |
| Platz                     | Name                      | MP                        | Pkte                      | Aufn.                     | GD                        | BED                       | HS                        |                           |
| ------------------------- | ------------------------- | ------------------------- | ------------------------- | ------------------------- | ------------------------- | ------------------------- | ------------------------- | ------------------------- |
| 1                         | Edgar Meerwijk            | 4:2                       | 894                       | 12                        | 74,50                     | 75,00                     | 297                       |                           |
| 2                         | Mikael Hammen             | 4:2                       | 807                       | 30                        | 26,90                     | 100,00                    | 214                       |                           |
| 3                         | Davy van Havere           | 4:2                       | 542                       | 28                        | 19,35                     | 75,00                     | 104                       |                           |
| 4                         | Nikolaj Bilecki           | 0:6                       | 55                        | 16                        | 3,43                      | -                         | 22                        |                           |

| Abschlusstabelle Gruppe B | Abschlusstabelle Gruppe B | Abschlusstabelle Gruppe B | Abschlusstabelle Gruppe B | Abschlusstabelle Gruppe B | Abschlusstabelle Gruppe B | Abschlusstabelle Gruppe B | Abschlusstabelle Gruppe B | Abschlusstabelle Gruppe B |
| Platz                     | Name                      | MP                        | Pkte                      | Aufn.                     | GD                        | BED                       | HS                        |                           |
| ------------------------- | ------------------------- | ------------------------- | ------------------------- | ------------------------- | ------------------------- | ------------------------- | ------------------------- | ------------------------- |
| 1                         | Dave Krijnen              | 6:0                       | 900                       | 25                        | 36,00                     | 300,00                    | 300                       |                           |
| 2                         | Ronny Lindemann           | 4:2                       | 791                       | 31                        | 25,51                     | 30,00                     | 94                        |                           |
| 3                         | Janis Ziogas              | 2:4                       | 532                       | 23                        | 23,13                     | 27,27                     | 244                       |                           |
| 4                         | Thomas Irschik            | 0:6                       | 96                        | 35                        | 2,74                      | -                         | 11                        |                           |

| Abschlusstabelle Gruppe C | Abschlusstabelle Gruppe C | Abschlusstabelle Gruppe C | Abschlusstabelle Gruppe C | Abschlusstabelle Gruppe C | Abschlusstabelle Gruppe C | Abschlusstabelle Gruppe C | Abschlusstabelle Gruppe C | Abschlusstabelle Gruppe C |
| Platz                     | Name                      | MP                        | Pkte                      | Aufn.                     | GD                        | BED                       | HS                        |                           |
| ------------------------- | ------------------------- | ------------------------- | ------------------------- | ------------------------- | ------------------------- | ------------------------- | ------------------------- | ------------------------- |
| 1                         | Vladislav Tauterman       | 5:1                       | 900                       | 17                        | 52,94                     | 100,00                    | 296                       |                           |
| 2                         | Frédéric Mottet           | 4:2                       | 560                       | 36                        | 15,55                     | 25,00                     | 152                       |                           |
| 3                         | Emanuel Lefranc           | 3:3                       | 820                       | 24                        | 34,16                     | 100,00                    | 252                       |                           |
| 4                         | Brice Briére              | 0:6                       | 348                       | 39                        | 8,92                      | -                         | 100                       |                           |

| Abschlusstabelle Gruppe D | Abschlusstabelle Gruppe D | Abschlusstabelle Gruppe D | Abschlusstabelle Gruppe D | Abschlusstabelle Gruppe D | Abschlusstabelle Gruppe D | Abschlusstabelle Gruppe D | Abschlusstabelle Gruppe D | Abschlusstabelle Gruppe D |
| Platz                     | Name                      | MP                        | Pkte                      | Aufn.                     | GD                        | BED                       | HS                        |                           |
| ------------------------- | ------------------------- | ------------------------- | ------------------------- | ------------------------- | ------------------------- | ------------------------- | ------------------------- | ------------------------- |
| 1                         | Sjors van Ginneken        | 5:1                       | 900                       | 11                        | 81,81                     | 150,00                    | 300                       |                           |
| 2                         | Raúl Cuenca               | 4:2                       | 605                       | 22                        | 27,50                     | 37,50                     | 145                       |                           |
| 3                         | Mikael Devogelaere        | 3:3                       | 762                       | 21                        | 36,28                     | 50,00                     | 264                       |                           |
| 4                         | Josef Danek               | 0:6                       | 259                       | 20                        | 12,95                     | -                         | 76                        |                           |

## Finalrunde
|  | Viertelfinale 300/20 | Viertelfinale 300/20  |                       |                       | Halbfinale 300/20     | Halbfinale 300/20    |  |  | Finale 300/20 | Finale 300/20 |
|  |                      |                       |                       |                       |                       |                      |  |  |               |               |
|  |                      |                       |                       |                       |                       |                      |  |  |               |               |
|  | Edgar Meerwijk       | 2:0/300(3)/100,00/290 |                       |                       |                       |                      |  |  |               |               |
|  | Edgar Meerwijk       | 2:0/300(3)/100,00/290 |                       |                       |                       |                      |  |  |               |               |
|  | Raúl Cuenca          | 0:2/8(3)/2,66/6       |                       |                       |                       |                      |  |  |               |               |
|  | Raúl Cuenca          | 0:2/8(3)/2,66/6       | Edgar Meerwijk        | 0:2/0(2)/0,00/0       |                       |                      |  |  |               |               |
|  |                      |                       | Edgar Meerwijk        | 0:2/0(2)/0,00/0       |                       |                      |  |  |               |               |
|  |                      | Vladislav Tauterman   | 2:0/300(2)/150,00/299 |                       |                       |                      |  |  |               |               |
|  | Vladislav Tauterman  | Vladislav Tauterman   | 2:0/300(2)/150,00/299 | 2:0/300(6)/50,00/194  |                       |                      |  |  |               |               |
|  | Vladislav Tauterman  |                       |                       | 2:0/300(6)/50,00/194  |                       |                      |  |  |               |               |
|  | Ronny Lindemann      | 0:2/165(6)/27,50/109  |                       |                       |                       |                      |  |  |               |               |
|  |                      |                       | Vladislav Tauterman   | 2:0/300(4)/75,00/258  |                       |                      |  |  |               |               |
|  |                      |                       |                       | Dave Krijnen          | 0:2/75(4)/18,75/40    |                      |  |  |               |               |
|  | Dave Krijnen         | 2:0/300(3)/100,00/282 |                       |                       |                       |                      |  |  |               |               |
|  | Frédéric Mottet      | 0:2/8(3)/2,66/3       |                       |                       |                       |                      |  |  |               |               |
|  | Frédéric Mottet      | 0:2/8(3)/2,66/3       | Dave Krijnen          | 2:0/300(1)/300,00/300 |                       |                      |  |  |               |               |
|  |                      |                       | Dave Krijnen          | 2:0/300(1)/300,00/300 | Spiel um Platz 3      |                      |  |  |               |               |
|  |                      | Sjors van Ginneken    | 0:2/2(1)/2,00/2       |                       |                       |                      |  |  |               |               |
|  | Sjors van Ginneken   | Sjors van Ginneken    | 0:2/2(1)/2,00/2       | 2:0/300(3)/100,00/134 | Edgar Meerwijk        | 0:2/164(2)/82,00/148 |  |  |               |               |
|  | Sjors van Ginneken   |                       |                       | 2:0/300(3)/100,00/134 | Edgar Meerwijk        | 0:2/164(2)/82,00/148 |  |  |               |               |
|  | Mikael Hammen        | 0:2/47(3)/15,66/39    |                       | Sjors van Ginneken    | 2:0/300(2)/150,00/300 |                      |  |  |               |               |
|  | Mikael Hammen        | 0:2/47(3)/15,66/39    |                       |                       | 2:0/300(2)/150,00/300 |                      |  |  |               |               |
|  |                      |                       |                       |                       |                       |                      |  |  |               |               |

## Endergebnis
| MP    | Match Points (Sieger = 2; Unentschieden = 1; Verlierer = 0) |
| Pkte. | Erzielte Karambolagen                                       |
| Aufn. | Benötigte Versuche                                          |
| GD    | Generaldurchschnitt                                         |
| BED   | Bester Einzeldurchschnitt eines Spielers                    |
| HS    | Höchstserie                                                 |
|       | Bester GD des Turniers                                      |
|       | Bester ED des Turniers                                      |
|       | Beste HS des Turniers                                       |
|       | 1. Platz (Gold)                                             |
|       | 2. Platz (Silber)                                           |
|       | 3. Platz (Bronze)                                           |

| Platz                      | Name                | MP   | Pkte | Aufn. | GD    | BED    | HS  |
| -------------------------- | ------------------- | ---- | ---- | ----- | ----- | ------ | --- |
| 1                          | Vladislav Tauterman | 12:0 | 1800 | 29    | 62,06 | 150,00 | 299 |
| 2                          | Dave Krijnen        | 10:2 | 1575 | 33    | 47,72 | 300,00 | 300 |
| 3                          | Sjors van Ginneken  | 9:3  | 1502 | 17    | 88,35 | 150,00 | 300 |
| 4                          | Edgar Meerwijk      | 6:6  | 1358 | 19    | 71,47 | 100,00 | 297 |
| 5                          | Mikael Hammen       | 4:4  | 854  | 33    | 25,87 | 100,00 | 214 |
| 6                          | Ronny Lindemann     | 4:4  | 956  | 37    | 25,83 | 30,00  | 109 |
| 7                          | Raúl Cuenca         | 4:4  | 613  | 25    | 24,52 | 37,50  | 145 |
| 8                          | Frédéric Mottet     | 4:4  | 568  | 39    | 14,56 | 25,00  | 152 |
| 9                          | Davy van Havere     | 4:2  | 542  | 28    | 19,35 | 75,00  | 104 |
| 10                         | Mikael Devogelaere  | 3:3  | 762  | 21    | 36,28 | 50,00  | 264 |
| 11                         | Emanuel Lefranc     | 3:3  | 820  | 24    | 34,16 | 100,00 | 252 |
| 12                         | Janis Ziogas        | 2:4  | 532  | 23    | 23,13 | 27,27  | 244 |
| 13                         | Josef Danek         | 0:6  | 259  | 20    | 12,95 | -      | 76  |
| 14                         | Brice Briére        | 0:6  | 348  | 39    | 8,92  | -      | 100 |
| 15                         | Nikolaj Bilecki     | 0:6  | 55   | 16    | 3,43  | -      | 22  |
| 16                         | Thomas Irschik      | 0:6  | 96   | 35    | 2,74  | -      | 11  |
| Turnierdurchschnitt: 28,85 |                     |      |      |       |       |        |     |